# Teóphilo
Teóphilo Bettencourt Pereira (ur. 11 kwietnia 1900 w Rio de Janeiro, zm. 10 kwietnia 1988) brazylijski piłkarz grający na pozycji napastnika.

## Kariera klubowa
Karierę zaczął w Rio de Janeiro w klubie Fluminense FC w 1917 roku. W roku 1918 przeszedł do lokalnego rywala Ameriki, której pozostał wierny do 1924 roku. W 1925 przeszedł do innego klubu z Rio de Janeiro - São Cristovão, w którym grał do 1931 roku. Największymi osiągnięciami Teóphilo w karierze klubowej było 6-krotne wywalczenie mistrzostwa stanu Rio de Janeiro – Campeonato Carioca w 1917 (z Fluminense), 1918, 1919, 1922, 1924 (z Ameriką) oraz 1926 (São Cristovão). Karierę zakończył we Fluminense w 1932.

## Kariera reprezentacyjna
Na początku lat 30. występował w reprezentacji Brazylii, z którą pojechał na mistrzostwa świata w 1930 w Urugwaju, w których wystąpił w meczu grupowych z Jugosławią. Ogółem rozegrał w latach 1929–1931 5 meczów (8 jeśli zaliczymy mecze z drużynami klubowymi) w reprezentacji. Ostatnim jego meczem w reprezentacji był rozegrany 6 września 1931 roku wygrany 2:0 mecz z reprezentacją Urugwaju o Puchar Rio Branco.